# Ивантозавр меченосный
Ивантоза́вр мечено́сный (лат. Ivantosaurus ensifer) — примитивный хищный терапсид из семейства эотитанозухид (Eotitanosuchidae), единственный вид в роде ивантоза́вров (лат. Ivantosaurus). Назван в честь Ивана Антоновича Ефремова («Ивана Антоновича ящер»).
Известен из отложений середины пермского периода (268—265 млн лет назад) в Очёрском районе Пермской области, в районе деревни Ежово (очёрская фауна). Описан П. К. Чудиновым в 1983 году по остаткам фрагментов черепа (образец № 1758/292, ПИН). Среди фрагментов были верхняя челюсть и верхние клыки длиной около 19 см, длина типового черепа была около 55 см. Позднее были обнаружены фрагменты второго, более крупного черепа (затылочная часть и мозговая коробка). Общая длина второго черепа могла доходить до 70—75 см. Не исключено, что длина типового клыка преувеличена (верхушка неизвестна) и истинная его длина была около 15 см. Череп часто изображают в литературе, но это слепок-реконструкция, сделанная на основе черепа эотитанозуха. Вероятно, в реальности клыки были относительно короче (как у эотитанозуха и биармозуха).
По мнению М. Ф. Ивахненко, ивантозавр — крупная особь другого хищного терапсида, эотитанозуха, а тот, в свою очередь — взрослая особь биармозуха. Эотитанозух имел череп длиной до 40 см.
Внешне эти создания походили на горгонопсов типа иностранцевии, но были крупнее и примитивнее. Эотитанозухи — не рептилии, они близки к предкам млекопитающих. На черепе эотитанозуха найдены следы кожных покровов, лишённых чешуи.
Ивантозавр и эотитанозух охотились в тропических лесах и болотах на растительноядных терапсид эстемменозухов, чью толстую кожу могли пробить мощные сабельные клыки ивантозавра.

## Подобные хищники
В разное время и в разных группах животных появлялись саблезубые хищники: пермская иностранцевия из семейства горгонопсов, неогеновые и четвертичные саблезубые кошачьи, неогеновые южноамериканские саблезубые сумчатые независимо приобретали кинжаловидные клыки, когда появились крупные толстокожие жертвы.